# Alfonso Emilio Sánchez
Alfonso Emilio Sánchez Castillo (Aguascalientes, Aguascalientes, México; 16 de junio de 1994) es un futbolista mexicano. Juega como Mediocampista y actualmente milita en el Dorados de Sinaloa de la Liga de Expansión MX.

## Trayectoria

### Mazatlán FC
El 23 de junio se hace oficial su llegada al Mazatlán FC.

## Estadísticas

### Clubes
Actualizado al último partido jugado el 7 de noviembre de 2024.
| C. América · México                                                                      | 1.ª                 | 2014-15             | 0   | 0  | -  | - | 2 | 2 | 2   | 2  | 1.00 |
| C. América · México                                                                      | 1.ª                 | 2020-21             | 9   | 0  | -  | - | - | - | 9   | 0  | 0.00 |
| C. América · México                                                                      | Total               | Total               | 9   | 0  | 0  | 0 | 2 | 2 | 11  | 2  | 0.25 |
| Alebrijes de Oaxaca · México                                                             | 2.ª                 | C-2016              | 12  | 1  | 6  | 0 | - | - | 18  | 1  | 0.05 |
| Alebrijes de Oaxaca · México                                                             | 2.ª                 | A-2016              | 9   | 0  | 3  | 0 | - | - | 12  | 0  | 0.00 |
| Alebrijes de Oaxaca · México                                                             | 2.ª                 | 2018-19             | 24  | 4  | 5  | 0 | - | - | 29  | 4  | 0.13 |
| Alebrijes de Oaxaca · México                                                             | Total               | Total               | 45  | 5  | 14 | 0 | 0 | 0 | 59  | 5  | 0.08 |
| Lobos BUAP · México                                                                      | 2.ª                 | C-2017              | 24  | 2  | -  | - | - | - | 24  | 2  | 0.08 |
| Lobos BUAP · México                                                                      | 1.ª                 | 2017-18             | 12  | 1  | 4  | 0 | - | - | 16  | 1  | 0.06 |
| Lobos BUAP · México                                                                      | Total               | Total               | 36  | 3  | 4  | 0 | 0 | 0 | 40  | 3  | 0.07 |
| C. A. Zacatepec · México                                                                 | 2.ª                 | A-2019              | 19  | 0  | 2  | 0 | - | - | 21  | 0  | 0.00 |
| C. A. Zacatepec · México                                                                 | Total               | Total               | 19  | 0  | 2  | 0 | 0 | 0 | 21  | 0  | 0.00 |
| C. Tijuana · México                                                                      | 1.ª                 | 2020                | 6   | 0  | 2  | 1 | - | - | 8   | 1  | 0.12 |
| C. Tijuana · México                                                                      | Total               | Total               | 6   | 0  | 2  | 1 | 0 | 0 | 8   | 1  | 0.12 |
| Mazatlán F. C. · México                                                                  | 1.ª                 | 2021-22             | 20  | 1  | -  | - | - | - | 20  | 1  | 0.05 |
| Mazatlán F. C. · México                                                                  | 1.ª                 | 2022-23             | 20  | 2  | -  | - | - | - | 20  | 2  | 0.10 |
| Mazatlán F. C. · México                                                                  | Total               | Total               | 40  | 3  | 0  | 0 | 0 | 0 | 40  | 3  | 0.09 |
| Celaya F. C. · México                                                                    | 1.ª                 | 2023                | 10  | 0  | -  | - | - | - | 10  | 0  | 0.00 |
| Celaya F. C. · México                                                                    | Total               | Total               | 10  | 0  | 0  | 0 | 0 | 0 | 10  | 0  | 0.00 |
| Dorados de Sinaloa · México                                                              | 1.ª                 | 2024                | 12  | 0  | -  | - | - | - | 12  | 0  | 0.00 |
| Dorados de Sinaloa · México                                                              | 1.ª                 | 2024-25             | 13  | 0  | -  | - | - | - | 13  | 0  | 0.00 |
| Dorados de Sinaloa · México                                                              | Total               | Total               | 25  | 0  | 0  | 0 | 0 | 0 | 25  | 0  | 0.00 |
| Total en su carrera                                                                      | Total en su carrera | Total en su carrera | 190 | 11 | 22 | 1 | 0 | 0 | 214 | 14 | 0.08 |
| (1) Incluye datos de Copa México. (2) Incluye datos de Liga de Campeones de la Concacaf. |                     |                     |     |    |    |   |   |   |     |    |      |

## Palmarés

### Títulos nacionales
| Título     | Club       | País   | Año    |
| ---------- | ---------- | ------ | ------ |
| Ascenso MX | Lobos BUAP | México | C-2017 |

### Títulos internacionales
| Título                           | Club         | País   | Año     |
| -------------------------------- | ------------ | ------ | ------- |
| Liga de Campeones de la Concacaf | Club América | Canadá | 2014-15 |